# Трумай (язык)
Трумай (Trumai) — исчезающий изолированный язык, на котором говорит народ трумай, проживающий в деревнях на берегах истока реки Шингу, в национальном парке Шингу штата Мату-Гросу в Бразилии. Большинство трумай владеют языками для широко общения, а дети изучают его не совсем хорошо[стиль].

## Фонология

### Гласные
|                | Передний ряд | Средний ряд | Задний ряд |
| -------------- | ------------ | ----------- | ---------- |
| Верхний подъём | i [i]        | ï [ɨ]       | u [u]      |
| Средний подъём | e [e]        |             | o [o]      |
| Нижний подъём  |              | a [a]       |            |

### Согласные
|           | Губ.-губ. | Зуб.    | Альвеоляр.          | Палат. | Веляр.  | Глот. |
| --------- | --------- | ------- | ------------------- | ------ | ------- | ----- |
| Взрыв.    | p [p]     | t [t̪]   | ţ, d [t], [d]       |        | k [k]   | ʾ [ʔ] |
| Абруптив. |           | tʾ [t̪ʼ] | tʾ [tʼ]             |        | kʾ [kʼ] |       |
| Аффр.     |           |         | ts, tsʾ [ts], [tsʼ] |        |         |       |
| Фрикатив. | f [f]     |         | s, tl [s], [ɬ]      | ch [ʃ] | x [x]   | h [h] |
| Нос.      | m [m]     |         | n [n]               |        |         |       |
| Аппрокс.  | w [w]     |         | r, l [ɾ], [l]       | y [j]  |         |       |

Этот перечень является нетипичным для амазонских языков (трумай недавно иммигрировал на территорию бассейна реки Шингу) в абруптивных согласных, латеральный фрикативный /ɬ/ и альвеолярно-палатальное различие. Гирардельо, который специализируется на трумай, представил разнообразные кадастры этих фонем: Гирардельо (1999а) перечисляет /t̪ t̪' ts ts' s/ как зубные, а /t t' d n l ɬ ɾ/ как альвеолярные; в то время как Гирардельо (1999b) перечисляет только /t/ и /t'/ как альвеолярные. Молодые носители трумай не делают абруптивных различий.
Вокальная инвентаризация — /i, e, a, o, u/ и /ɨ/. Максимально структура слога CVC, а ударение всегда падает на последний слог.